# Iñaki Villanueva
Iñaki Villanueva Martín (El Puerto de Santa María, 10 de febrero de 1991) es un exjugador de rugby español. Su posición era la de segunda o tercera línea. Fue internacional por España con la que sumó 11 caps. También compitió en la modalidad de rugby 7 con la selección, con la que participó en los Juegos olímpicos de 2016.
Formó parte del equipo que ganó el Torneo Preolímpico Mundial Masculino de Rugby 7 2016.
Es hermano del jugador de fútbol americano Alejandro Villanueva.